# Chaetarthriomyces flexatus
Chaetarthriomyces flexatus är en svampart som beskrevs av Thaxt. 1931. Chaetarthriomyces flexatus ingår i släktet Chaetarthriomyces och familjen Laboulbeniaceae.   Inga underarter finns listade i Catalogue of Life.